# Główny Urząd Statystyczny

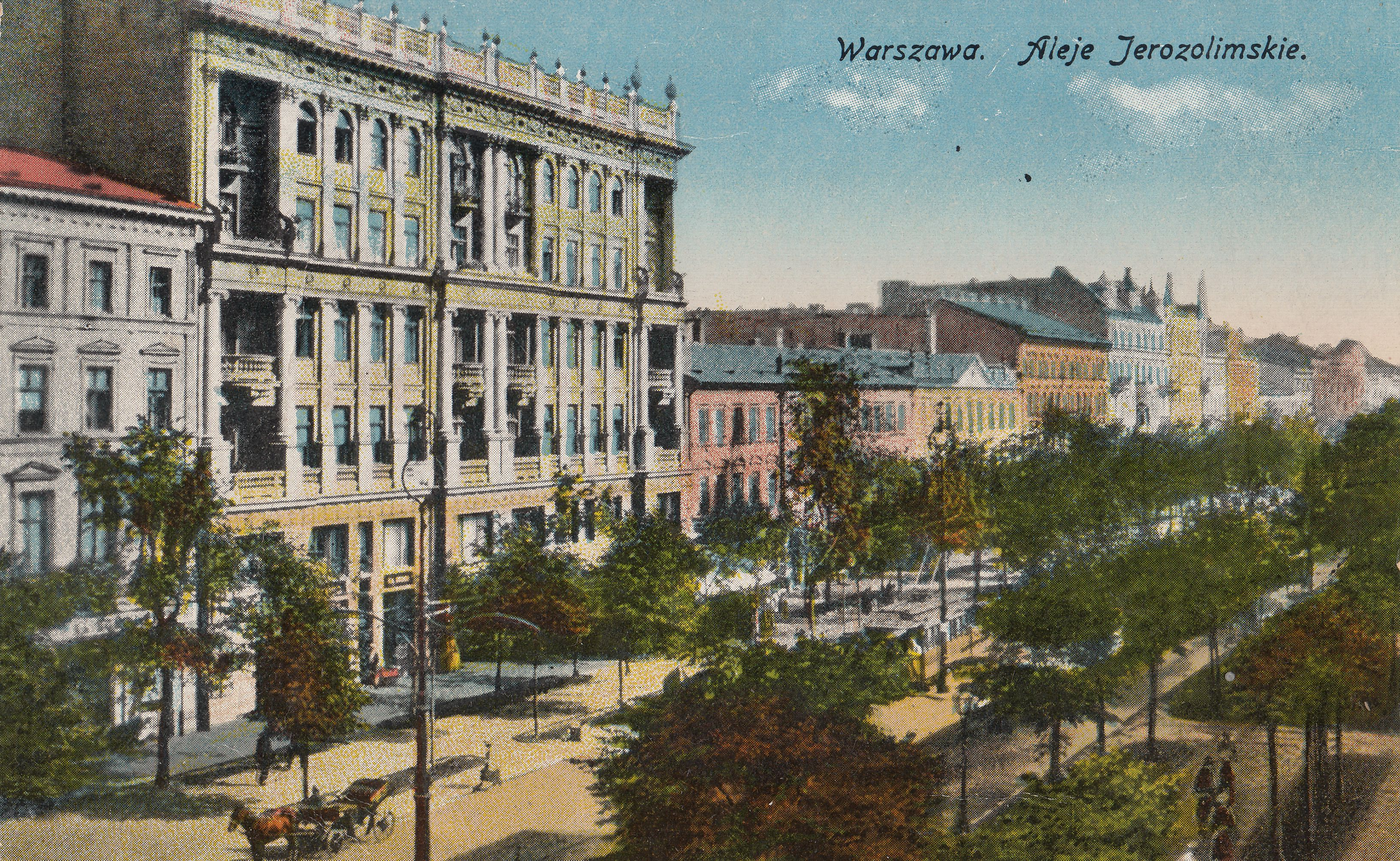
Kamienica Kryńskiego przy Al. Jerozolimskich 32 (drugi budynek od lewej), druga siedziba Głównego Urzędu Statystycznego

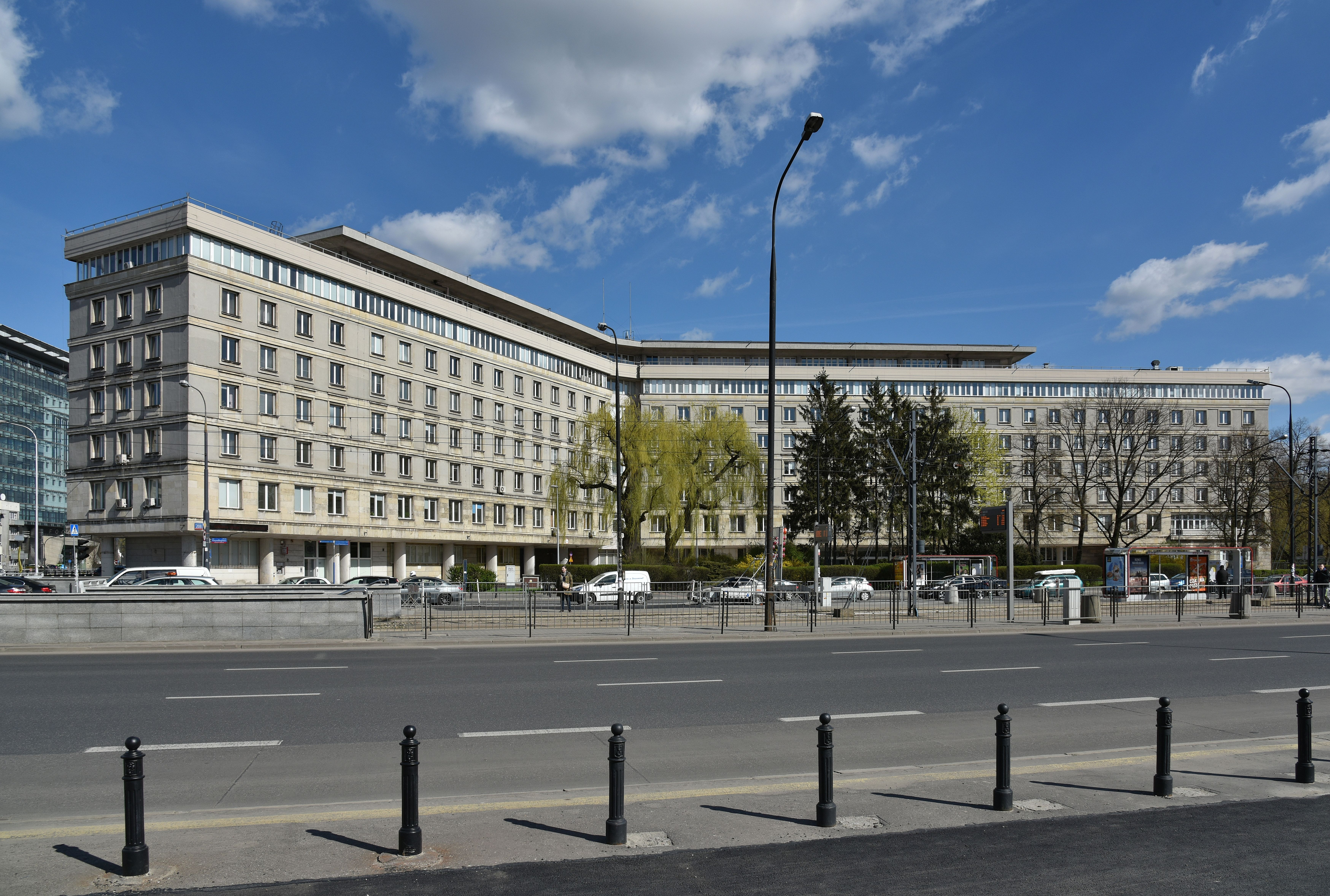
Siedziba GUS przy al. Niepodległości 208 w Warszawie

Główny Urząd Statystyczny (GUS) – urząd centralny administracji rządowej zajmujący się zbieraniem i udostępnianiem informacji statystycznych na temat większości dziedzin życia publicznego i niektórych stron życia prywatnego. Do przekazywania danych obligują odpowiednie przepisy prawa (ustawa o statystyce publicznej oraz ogłaszany corocznie Program Badań Statystycznych). Dane mogą być udostępniane tylko w formie zagregowanej (opracowanej), która uniemożliwia identyfikację pojedynczych respondentów (tajemnica statystyczna).
Na czele Urzędu stoi Prezes GUS, który podlega bezpośrednio Prezesowi Rady Ministrów. Prezesa Głównego Urzędu Statystycznego powołuje i odwołuje Prezes Rady Ministrów spośród osób wyłonionych w drodze otwartego i konkurencyjnego naboru (art. 24 ust. 1 ustawy o statystyce publicznej). Prezesowi GUS podlega również 16 dyrektorów urzędów statystycznych (znajdujących się w miastach wojewódzkich) oraz jednostki obsługi statystyki publicznej utworzone na podstawie art. 27 ustawy z dnia 29 czerwca 1995 r. o statystyce publicznej.
Prezes GUS prowadzi kilka centralnych rejestrów m.in. Krajowy Rejestr Urzędowy Podmiotów Gospodarki Narodowej (REGON) oraz Krajowy Rejestr Urzędowy Podziału Terytorialnego Kraju (TERYT). Ogłasza wyłącznie komunikaty i informacje dotyczące najważniejszych wskaźników charakteryzujących sytuację społeczno-gospodarczą kraju – GUS nie prowadzi badań opinii publicznej.
Siedziba GUS znajduje się przy al. Niepodległości 208 w Warszawie.

## Historia
Główny Urząd Statystyczny utworzony został przez Radę Regencyjną Królestwa Polskiego w 1918, z inicjatywy Ludwika Krzywickiego. Od 1919 jego działalność regulowała ustawa z dnia 21 października 1919 r. o organizacji statystyki administracyjnej. Jest to najstarsza polska instytucja, która nigdy nie zmieniła nazwy.
Pierwsza siedziba GUS mieściła w latach 1918–1919 przy ul. Jasnej 10, skąd w styczniu 1920 została przeniesiona do kamienicy Kryńskiego w Al. Jerozolimskich 32.
Działalność GUS została zawieszona w czasie II wojny światowej. Urząd został włączony w struktury Wydziału Rolnictwa i Wyżywienia administracji Generalnego Gubernatorstwa, a jego wyposażenie, bibliotekę i archiwum wywieziono z Warszawy do Krakowa (stolicy GG).
GUS wznowił pracę w 1945 przy ul. Marszałkowskiej 95 skąd przeniósł się na ulicę Narbutta 33. W 1949 GUS otrzymał statut.
W latach 1948–1951 u zbiegu ulicy Wawelskiej i alei Niepodległości w Warszawie wzniesiono nowy gmach GUS w kształcie trójskrzydłowego wiatraka zaprojektowany przez Romualda Gutta przy współpracy m.in. Zbigniewa Wasiutyńskiego.
Spisy miały miejsce m.in. w latach 1921, 1931, 1946, 1950, 1960, 1970, 1978, 1988 i 1996 (spis rolny). W okresie 21 maja – 8 czerwca 2002 Główny Urząd Statystyczny przeprowadził równocześnie dwa spisy: Narodowy Spis Powszechny Ludności i Mieszkań 2002 oraz Powszechny Spis Rolny 2002. W wyniku spisów w 2002 zweryfikowano w dół liczbę mieszkańców Polski. Kolejny Powszechny Spis Rolny został przeprowadzony w okresie 1 września – 31 października 2010. Natomiast w dniach 1 kwietnia – 30 czerwca 2011 miał miejsce Narodowy Spis Powszechny Ludności i Mieszkań.
W 2011, po kontroli przeprowadzonej w GUS przez KPRM, do CBA skierowany został wniosek o zbadanie nieprawidłowości w gospodarowaniu środkami publicznymi w trakcie spisu rolnego w 2010, którymi miało być dodatkowe opłacanie prac przy spisie. Według rzecznika GUS zakwestionowane działania były zgodne z prawem m.in. dlatego, że prowadzenie działań spisowych jest zadaniem dodatkowym w stosunku do pozostałych działań GUS.
19 listopada 2013 r. funkcjonariusze Centralnego Biura Antykorupcyjnego zatrzymali 18 osób podejrzewanych o korupcję, w tym wiceprezesa GUS, w związku z prowadzonym przez stołeczną prokuraturę apelacyjną śledztwem dotyczącym zamówień na zakup sprzętu i usług teleinformatycznych przez Centrum Projektów Informatycznych b. MSWiA oraz KGP.
GUS bywa czasami krytykowany za opóźnienia w publikacji raportów, ograniczanie dostępu do danych źródłowych oraz wątpliwą przydatność części z publikowanych raportów.

## Prezesi[15]
- Józef Buzek (od 8 listopada 1918 do 24 października 1929)
- Edward Szturm de Sztrem (od 24 października 1929 do 1939)
- Urząd zlikwidowany, przez Niemców, w latach 1939–1945
- Stefan Szulc (od 12 marca 1945 do 22 sierpnia 1949)
- Zygmunt Padowicz (od 22 sierpnia 1949 do 31 marca 1965)
- Wincenty Kawalec (od 1 kwietnia 1965 do 29 marca 1972)
- Stanisław Kuziński (od 18 kwietnia 1972 do 24 sierpnia 1980)
- Wiesław Sadowski (od 24 sierpnia 1980 do 4 stycznia 1989)
- Franciszek Kubiczek (od 5 stycznia 1989 do 15 stycznia 1991)
- Bohdan Wyżnikiewicz (od 15 stycznia 1991 do 7 lutego 1992)
- Józef Oleński (od 8 lutego 1992 do 31 października 1995)
- Roman Sawiński (od 31 października 1995 do 4 stycznia 1996 jako p.o.)
- Tadeusz Toczyński (od 5 stycznia 1996 do 27 kwietnia 2006)
- Janusz Witkowski (od 4 maja 2006 do 26 października 2006 jako p.o.)
- Józef Oleński (od 26 października 2006 do 14 lutego 2011)[16]
- Janusz Witkowski (od 10 sierpnia 2011 do 31 marca 2016; od 15 lutego 2011 do 9 sierpnia 2011 jako p.o.)[17][18][19]
- Halina Dmochowska (od 1 kwietnia do 7 czerwca 2016 jako p.o.)[20]
- Dominik Rozkrut (od 8 czerwca 2016 do 31 grudnia 2024)[21]
- Marek Cierpiał-Wolan (od 1 stycznia 2025)[22][23]

## Kierownictwo
- Marek Cierpiał-Wolan – prezes od 1 stycznia 2025
- Hanna Strzelecka – wiceprezes ds. statystyki społecznej[24]
- Renata Bielak – wiceprezes ds. statystyki gospodarczej[25]
- Dominika Rogalińska – wiceprezes ds. technologii informacyjnych[26]
- Anna Borowska – dyrektor generalny

## Budżet, zatrudnienie i wynagrodzenia
Wydatki i dochody Głównego Urzędu Statystycznego oraz jego jednostek podległych są realizowane w części 58 budżetu państwa.
W 2017 wydatki GUS i jednostek podległych wyniosły 418,98 mln zł, a dochody 3,03 mln zł. Przeciętne zatrudnienie w całym resorcie statystyki w przeliczeniu na pełne etaty wyniosło 5726 osób (w tym 804,66 etatów w samym GUS), a średnie miesięczne wynagrodzenie brutto 4417,60 zł.
W ustawie budżetowej na 2018 wydatki resortu zaplanowano w wysokości 427,47 mln zł, a dochody 2,52 mln zł.